# حسینعلی میرزا اعتضادالسلطنه
حسینعلی میرزا اعتضادالسلطنه (متولد ۱۲۷۰ خورشیدی تبریز – درگذشته ۱۳۳۲ خورشیدی تهران) فرزند ارشد محمدعلی‌شاه بود که در تبریز متولد شد.
تحصیلات خود را در اندرون و مکتب‌خانه سلطنتی تبریز انجام داد. بعد از آنکه پدرش به ولایتعهدی مظفرالدین‌شاه رسید و او نیز به لقب «اعتضادالسلطنه» که پیش‌تر، از آن محمدعلی میرزا بود، ملقب شد. در جوانی مردی فاضل و جامع بود. بعد از خلع پدرش از سلطنت چند سالی او را در روسیه، عثمانی و اروپا همراهی کرد؛ سپس به تهران آمد و حاکم چند شهرستان شد. پس از آن برای مدتی حاکم اصفهان شد. یک بار هم در سال ۱۳۰۱ در غیاب برادرش احمد شاه و محمد حسن میرزا ولیعهد، نایب‌السلطنه گردید. در سال ۱۳۰۴ پس از خلع قاجاریه، دولت مزاحم وی نشد و او در تهران باقی ماند و اوقات خود را به مطالعه و شکار می‌گذرانید.
مادرش ربابه خانم ملیح‌السلطنه دختر میرزا یوسف‌خان بیان‌الممالک بود و چون از قاجاریه نبود، حسینعلی میرزا به ولیعهدی انتخاب نشد. در جوانی با دختر عمویش قمرالدوله دختر ابوالفتح‌میرزا سالارالدوله (پسر مظفرالدین‌شاه) ازدواج کرد ولی پس از چندی از هم جدا شدند که حاصل این ازدواج دو پسر بود. از همسر دیگر خود نیز چند فرزند پیدا کرد. در ۱۳۳۲ در تهران درگذشت و در کنار قبر ناصرالدین‌شاه دفن گردید.